# Prosoponoides similis
Prosoponoides similis là một loài nhện trong họ Linyphiidae.
Loài này thuộc chi Prosoponoides. Prosoponoides similis được Alfred Frank Millidge & Anthony Russell-Smith miêu tả năm 1992.